# Canoagem nos Jogos Olímpicos de Verão de 1996
A canoagem nos Jogos Olímpicos de Verão de 1996 foi realizada em Atlanta, nos Estados Unidos, com dezesseis eventos disputados.

## Eventos da canoagem
Masculino:

Velocidade:
 C-1 500 metros | C-1 1000 metros | C-2 500 metros | C-2 1000 metros | K-1 500 metros | K-1 1000 metros | K-2 500 metros | K-2 1000 metros | K-4 1000 metros

Slalom:
 C-1 | C-2 | K-1
Feminino:

Velocidade:
 K-1 500 metros | K-2 500 metros | K-4 500 metros 

Slalom:
 K-1

## Masculino

### Canoagem de velocidade

#### C-1 500 metros masculino
| Pos. | País                  | Atletas             | Tempo    |
| ---- | --------------------- | ------------------- | -------- |
|      | República Checa (CZE) | Martin Doktor       | 1m49.934 |
|      | Eslováquia (SVK)      | Slavomír Kňazovický | 1m50.510 |
|      | Hungria (HUN)         | Imre Pulai          | 1m50.758 |

#### C-1 1000 metros masculino
| Pos. | País                  | Atletas           | Tempo    |
| ---- | --------------------- | ----------------- | -------- |
|      | República Checa (CZE) | Martin Doktor     | 3m54.418 |
|      | Letônia (LAT)         | Ivans Klementjevs | 3m54.954 |
|      | Hungria (HUN)         | György Zala       | 3m56.366 |

#### C-2 500 metros masculino
| Pos. | País           | Atletas                           | Tempo    |
| ---- | -------------- | --------------------------------- | -------- |
|      | Hungria (HUN)  | György Kolonics Csaba Horváth     | 1m40.420 |
|      | Moldávia (MDA) | Viktor Reneysky Nicolae Juravschi | 1m40.456 |
|      | Romênia (ROM)  | Grigore Obreja Gheorghe Andriev   | 1m41.366 |

#### C-2 1000 metros masculino
| Pos. | País           | Atletas                         | Tempo    |
| ---- | -------------- | ------------------------------- | -------- |
|      | Alemanha (GER) | Gunar Kirchbach Andreas Dittmer | 3m31.870 |
|      | Romênia (ROM)  | Marcel Glăvan Antonel Borşan    | 3m32.294 |
|      | Hungria (HUN)  | György Kolonics Csaba Horváth   | 3m32.514 |

#### K-1 500 metros masculino
| Pos. | País          | Atletas          | Tempo    |
| ---- | ------------- | ---------------- | -------- |
|      | Itália (ITA)  | Antonio Rossi    | 1m37.423 |
|      | Noruega (NOR) | Knut Holmann     | 1m38.339 |
|      | Polônia (POL) | Piotr Markiewicz | 1m38.615 |

#### K-1 1000 metros masculino
| Pos. | País            | Atletas          | Tempo    |
| ---- | --------------- | ---------------- | -------- |
|      | Noruega (NOR)   | Knut Holmann     | 3m25.785 |
|      | Itália (ITA)    | Beniamino Bonomi | 3m27.073 |
|      | Austrália (AUS) | Clint Robinson   | 3m29.713 |

#### K-2 500 metros masculino
| Pos. | País            | Atletas                         | Tempo    |
| ---- | --------------- | ------------------------------- | -------- |
|      | Alemanha (GER)  | Kay Bluhm Torsten Gutsche       | 1m28.697 |
|      | Itália (ITA)    | Beniamino Bonomi Daniele Scarpa | 1m28.729 |
|      | Austrália (AUS) | Andrew Trim Daniel Collins      | 1m29.409 |

#### K-2 1000 metros masculino
| Pos. | País           | Atletas                      | Tempo    |
| ---- | -------------- | ---------------------------- | -------- |
|      | Itália (ITA)   | Daniele Scarpa Antonio Rossi | 3m09.190 |
|      | Alemanha (GER) | Kay Bluhm Torsten Gutsche    | 3m10.518 |
|      | Bulgária (BUL) | Andrian Dushev Milko Kazanov | 3m11.206 |

#### K-4 1000 metros masculino
| Pos. | País           | Atletas                                                           | Tempo    |
| ---- | -------------- | ----------------------------------------------------------------- | -------- |
|      | Alemanha (GER) | Thomas Reineck Olaf Winter Detlef Hofmann Mark Zabel              | 2m51.528 |
|      | Hungria (HUN)  | András Rajna Gábor Horváth Ferenc Csipes Attila Adrovicz          | 2m53.184 |
|      | Rússia (RUS)   | Oleg Gorobiy Sergey Verlin Georgiy Tsybulnikov Anatoli Tishchenko | 2m53.996 |

### Canoagem slalom

#### C-1 masculino
| Pos. | País                  | Atletas           | Pontos |
| ---- | --------------------- | ----------------- | ------ |
|      | Eslováquia (SVK)      | Michal Martikán   | 151,03 |
|      | República Checa (CZE) | Lukáš Pollert     | 151,17 |
|      | França (FRA)          | Patrice Estanguet | 152,84 |

#### C-2 masculino
| Pos. | País                  | Atletas                        | Pontos |
| ---- | --------------------- | ------------------------------ | ------ |
|      | França (FRA)          | Franck Adisson Wilfrid Forgues | 158,82 |
|      | República Checa (CZE) | Miroslav Šimek Jiří Rohan      | 160,16 |
|      | Alemanha (GER)        | Andre Ehrenberg Michael Senft  | 163,72 |

#### K-1 masculino
| Pos. | País            | Atletas        | Pontos |
| ---- | --------------- | -------------- | ------ |
|      | Alemanha (GER)  | Oliver Fix     | 141,22 |
|      | Eslovênia (SLO) | Andraž Vehovar | 141,65 |
|      | Alemanha (GER)  | Thomas Becker  | 142,79 |

## Feminino

### Canoagem de velocidade

#### K-1 500 metros feminino
| Pos. | País          | Atletas         | Tempo    |
| ---- | ------------- | --------------- | -------- |
|      | Hungria (HUN) | Rita Köbán      | 1m47.655 |
|      | Canadá (CAN)  | Caroline Brunet | 1m47.891 |
|      | Itália (ITA)  | Josefa Idem     | 1m48.731 |

#### K-2 500 metros feminino
| Pos. | País            | Atletas                             | Tempo    |
| ---- | --------------- | ----------------------------------- | -------- |
|      | Suécia (SWE)    | Susanne Gunnarsson Agneta Andersson | 1m39.329 |
|      | Alemanha (GER)  | Birgit Fischer Ramona Portwich      | 1m39.689 |
|      | Austrália (AUS) | Anna Wood Katrin Borchert           | 1m40.641 |

#### K-4 500 metros feminino
| Pos. | País           | Atletas                                                         | Tempo    |
| ---- | -------------- | --------------------------------------------------------------- | -------- |
|      | Alemanha (GER) | Anett Schuck Birgit Fischer Manuela Mucke Ramona Portwich       | 1m31.077 |
|      | Suíça (SUI)    | Gabi Müller Ingrid Haralamow Sabine Eichenberger Daniela Baumer | 1m32.701 |
|      | Suécia (SWE)   | Anna Olsson Agneta Andersson Ingela Ericsson Susanne Rosenqvist | 1m32.917 |

### Canoagem slalom

#### K-1 feminino
| Pos. | País                  | Atletas              | Pontos |
| ---- | --------------------- | -------------------- | ------ |
|      | República Checa (CZE) | Štěpánka Hilgertová  | 169,49 |
|      | Estados Unidos (USA)  | Dana Chladek         | 169,49 |
|      | França (FRA)          | Myriam Fox-Jerusalmi | 171,00 |

## Quadro de medalhas da canoagem
| Ordem | País                | Medalha de ouro | Medalha de prata | Medalha de bronze | Total |
| ----- | ------------------- | --------------- | ---------------- | ----------------- | ----- |
| 1     | GER Alemanha        | 5               | 2                | 2                 | 9     |
| 2     | CZE República Checa | 3               | 2                | 0                 | 5     |
| 3     | ITA Itália          | 2               | 2                | 1                 | 5     |
| 4     | HUN Hungria         | 2               | 1                | 3                 | 6     |
| 5     | SVK Eslováquia      | 1               | 1                | 0                 | 2     |
| 5     | NOR Noruega         | 1               | 1                | 0                 | 2     |
| 7     | FRA França          | 1               | 0                | 2                 | 3     |
| 8     | SWE Suécia          | 1               | 0                | 1                 | 2     |
| 9     | ROM Romênia         | 0               | 1                | 1                 | 2     |
| 10    | CAN Canadá          | 0               | 1                | 0                 | 1     |
| 10    | SLO Eslovênia       | 0               | 1                | 0                 | 1     |
| 10    | USA Estados Unidos  | 0               | 1                | 0                 | 1     |
| 10    | LAT Letônia         | 0               | 1                | 0                 | 1     |
| 10    | MDA Moldávia        | 0               | 1                | 0                 | 1     |
| 10    | SUI Suíça           | 0               | 1                | 0                 | 1     |
| 16    | AUS Austrália       | 0               | 0                | 3                 | 3     |
| 17    | BUL Bulgária        | 0               | 0                | 1                 | 1     |
| 17    | POL Polônia         | 0               | 0                | 1                 | 1     |
| 17    | RUS Rússia          | 0               | 0                | 1                 | 1     |